# 野島研二
野島研二（日语：野島けんじ（野島研二），8月1日—），是一名日本男性小說家（輕小說作家）。福岡縣出生，娛樂媒體總合學院東京校小說學科畢業，目前擔任同校講師。
2001年以《次世代》（ネクストエイジ，Next Age）獲得第5屆角川學園小說大獎的優秀獎，並以該作品出道。

## 作品列表
- 角川Sneaker文庫
  - 
2001年，全1冊，尾崎弘宜插畫
  - 
2002年，全1冊，一日郎插畫
  - 
2003年，全1冊，よしづきくみち插畫
- MF文庫J
  - 你所期望的永遠
2004年，全3冊，菊地洋子、插畫，動畫版改編作品
  - 鳥は鳥であるために（日语：鳥は鳥であるために）
2004年 - 2005年，全4冊，沖史慈宴插畫
  - 變裝魔界留學生
2006年 - 2011年，全14冊+短篇集3冊，武藤此史插畫
尖端出版代理，許昆暉翻譯
漫畫版「月刊Comic Alive」連載，全3冊，藤井理乃作畫，尖端出版代理，四季璐翻譯
  - 我被女生倒追，惹妹妹生氣了？
2012年 - 2013年，全5冊，武藤此史插畫
台灣角川代理，珂辰翻譯
  - 
2013年 - ，水澤深森插畫
- GA文庫
  - 額頭輕觸
2009年 - 2010年，全6冊，插畫
青文出版社代理，GDRS翻譯
  - ちみっ娘小学生レストラン ストロベリーフィールドへようこそ！（日语：ストロベリーフィールドへようこそ!）
2011年 -，目前2冊，赤人插畫
- NEXT CREATOR
  - 
2011年，插畫

## 備註
1. ↑  .   [2013-08-16]. （原始内容存档于2019-06-30）.

## 外部連結
- http://ameblo.jp/peko2000and-noji （页面存档备份，存于） （日語）